# Sociedade de Críticos de Cinema de Detroit
A Sociedade de Críticos de Cinema de Detroit (em inglês: Detroit Film Critics Society) é uma organização de críticos de cinema sediada em Detroit, Michigan, Estados Unidos. Foi fundada em 2007 e inclui um grupo de mais de vinte e críticos de cinema que escrevem ou transmitem na região de Detroit, além de outras grandes cidades como Ann Arbor, Grand Rapids, Kalamazoo, Lansing e Flint, Michigan; Toledo, Ohio; e Nova Iorque. Para se tornar um membro, o crítico deve ter analisado, pelo menos, doze filmes por ano. Todos os anos, no mês de dezembro, seus membros se reúnem para votar nos Prêmios Detroit Film Critics Society (em inglês: Detroit Film Critics Society Awards), dados em reconhecimento à qualidade no cinema durante o ano. Cada crítico escolhe suas cinco melhores escolhas em cada categorias, fazendo com que os cinco primeiros colocados em cada uma delas vão para a cédula final.

## Categorias
- Melhor Filme
- Melhor Diretor
- Melhor Ator
- Melhor Atriz
- Melhor Ator Coadjuvante
- Melhor Atriz coadjuvante
- Melhor Elenco
- Melhor Roteiro
- Revelação em qualquer categoria
- Melhor Documentário
- Melhor Animação
- Melhor Uso de Música